# Rajadão
"Rajadão" é uma canção da cantora e drag queen brasileira Pabllo Vittar, gravada para seu terceiro álbum de estúdio 111 (2020). Foi composta por Rodrigo Gorky, Pablo Bispo, Zebu, Arthur Marques e Maffalda, sendo produzida por Brabo Music Team (BMT). Foi lançada como terceiro single do álbum em 21 de julho de 2020 através da Sony Music Brasil.

## Antecedentes
Em 22 de maio de 2020, foi lançado um remix da música remixada por JS o Mão de Ouro. Em 16 de junho, durante um live no Instagram, Vittar confirmou que o clipe de "Rajadão" estava quase pronto. Em 2 de julho, foi lançado um site intitulado Rajadão Experience. Em 16 de julho, foi divulgada a capa do single, ilustrada por Quimera Vermelha (Victor Liborio).

## Recepção da crítica
De acordo com a crítica, "Rajadão" carrega influências da música "500 Graus", lançada pela cantora Cassiane em 2001.

## Vendas e certificações
| Região                                                                                             | Certificação | Vendas  |
| -------------------------------------------------------------------------------------------------- | ------------ | ------- |
| Brasil (Pro-Música Brasil)                                                                         | Platina      | 80,000^ |
| *números de vendas baseados somente na certificação ^distribuições baseadas apenas na certificação |              |         |